# Józef Krzymiński
Józef Krzymiński (ur. 1 marca 1858 w Kalejach, zm. 20 października 1940 w obozie Błonie pod Inowrocławiem) – polski lekarz, działacz społeczny i polityczny. Pierwszy prezydent Inowrocławia po odzyskaniu niepodległości przez Polskę, członek sejmiku wojewódzkiego w Poznaniu w 1927 roku.

## Życiorys

### Dzieciństwo i młodość
Pochodził z rodziny ziemiańskiej Ignacego Franciszka Krzymińskiego i Józefy ze Stojanowskich. Był uczniem gimnazjum w Śremie (1860–1870). W 1880 uzyskał maturę w Gimnazjum Klasycznym w Lesznie. Studiował medycynę w Gryfii (Greifswald), a od 1882 w Berlinie; w lipcu 1885 uzyskał dyplom doktora medycyny. Przez kilka miesięcy prowadził w Berlinie prywatną praktykę, następnie (pod koniec 1885) przeniósł się do Inowrocławia, gdzie działał przez resztę życia.
W 1889 zaangażował się w działalność Towarzystwa Gimnastycznego „Sokół” w Inowrocławiu. Opracował na potrzeby „Sokoła” Regulamin gimnastyczny (1891), oparty na podstawach medycznych. W latach 1891–1901 był prezesem inowrocławskiego gniazda sokolego (w 1902 nadano mu tytuł honorowego prezesa), w 1893 współzakładał Związek Sokołów Wielkopolskich; do 1895 pełnił jako pierwszy funkcję prezesa Związku. Zakładał także organizacje „Sokoła” w Strzelnie i Toruniu. Działalność w „Sokole” spotkała się z kilkakrotnymi karami ze strony władz pruskich.

### Działalność polityczna
Należał także do czołowych działaczy Towarzystwa Przemysłowców, wchodził w skład Rady Nadzorczej Banku Ludowego w Inowrocławiu. Od listopada 1891 do końca 1905 sprawował mandat radnego miejskiego Inowrocławia i był jednym z nielicznych Polaków w ówczesnym magistracie. Wsławił się patriotycznym wystąpieniem w obronie nazwy miasta w czasie debaty nad przemianowaniem Inowrocławia na Hohensalza 4 września 1904. W 1893 był jednym z założycieli drukarni i wydawnictwa „Dziennika Kujawskiego”.
Od 16 maja 1894 przez trzy kadencje zasiadał w parlamencie Rzeszy, wybierany z okręgu inowrocławsko-mogilnicko-strzeleńskiego najpierw po przedterminowym złożeniu mandatu przez Józefa Kościelskiego, potem ponownie w 1898 i 1903. W 1895 ogłosił List otwarty do moich wyborców, w którym przedstawił społeczeństwu ówczesne stanowisko Koła Polskiego w parlamencie Rzeszy. Wystąpienie Krzymińskiego stanowiło wyłom z dotychczas ściśle przestrzeganej tajności obrad Koła. W parlamencie nie był zbyt aktywny; uchodził za zwolennika tzw. mieszczańskiego ruchu ludowego Romana Szymańskiego. W 1906 w trakcie kolejnej kampanii wyborczej agitacja przeciwników Krzymińskiego doprowadziła do jego rezygnacji z kandydowania na posła.
10 listopada 1918 został członkiem Rady Robotniczo-Żołnierskiej w powiecie inowrocławskim, a 24 listopada 1918 – przewodniczącym Powiatowej Rady Ludowej w Inowrocławiu (podległej Naczelnej Radzie Ludowej w Poznaniu). 2 stycznia 1919 przewodniczył polskiej delegacji, żądającej opuszczenia Inowrocławia przez niemiecki garnizon wojskowy; pozostawił wspomnienia z tego okresu Z zapisków prezesa Powiatowej Rady Ludowej (opublikowane w 1929 w "Dzienniku Kujawskim"). 15 kwietnia 1919 został pierwszym polskim prezydentem Inowrocławia, organizował od podstaw polską administrację. Po 1920 był przewodniczącym rady nadzorczej Banku Związku Spółek Zarobkowych w Poznaniu.
2 maja 1923 został odznaczony Krzyżem Oficerskim Orderu Odrodzenia Polski „za zasługi, położone na polu pracy narodowej w czasach niewoli”.

### 1928-1940
Przeszedł na emeryturę 18 lutego 1928. Niezależnie od działalności publicznej praktykował jako lekarz. W 1927 został prezesem Związku Lekarzy; działał na rzecz unowocześnienia i rozszerzenia zakładów kuracyjnych (szczególnie solanek).
We wrześniu 1939 organizował straż obywatelską Inowrocławia. W marcu 1940 został aresztowany przez hitlerowców; więziony początkowo w obozie koncentracyjnym w Szczeglinie (powiat Mogilno), następnie w Błoniach pod Inowrocławiem. W obozie zmarł.

## Życie prywatne
Z małżeństwa z Anną z Kępińskich miał syna Józefa, który także został lekarzem oraz Witolda, sędziego Sądu Najwyższego, zamordowanego w Katyniu.